# Ford Field
Das Ford Field ist ein American-Football-Stadion in der US-amerikanischen Stadt Detroit im Bundesstaat Michigan. Es dient als Austragungsort für die Spiele der Detroit Lions in der National Football League (NFL) und der Spiele der Michigan Panthers, die in der United Football League (UFL) spielen. Es ist ein komplett überdachtes Stadion. Im Gegensatz zu vielen anderen Indoor-Stadien gelangt durch große Oberlichter und verglaste Eckwände viel natürliches Licht ins Innere.

## Geschichte
Die Anlage wurde von 1999 bis August 2002, gleichzeitig mit dem benachbarten Comerica Park, dem Baseballstadion der Detroit Tigers, in der Innenstadt Detroits gebaut, um Sportgroßereignisse wieder von den Vororten ins Zentrum der Stadt zu bringen. Die Detroit Lions, die zuvor im Silverdome in Pontiac ihre Spiele ausgetragen hatten, zogen ebenso um wie die Detroit Tigers, die nun ihre Spiele im Baseballstadion auf der anderen Seite der Straße des Ford Field austragen.
Die Spieloberfläche für die Football-Spiele wurde aus Autoreifen hergestellt, die die Firma Bridgestone-Firestone zurückrufen lassen musste.
Die Kosten des Neubaus, 500 Millionen US-Dollar, wurden zum Großteil durch öffentliche Gelder sowie den Verkauf der Sponsoringrechte aufgebracht. Den Namen des Stadions sicherte sich Ford für 20 Jahre für einen Preis von 40 Millionen US-Dollar. Gleichzeitig ist die Ford-Familie, insbesondere William Clay Ford Senior als Besitzer der Detroit Lions, in die Stadion-Betreibergesellschaft eingebunden.

## Zuschauerkapazitäten
Zu normalen Footballspielen der Detroit Lions kann das Ford Field 65.000 Menschen Platz bieten. Durch eine andere Bestuhlung kann die Kapazität auf bis zu 70.000 erweitert werden. Das Basketballspiel zwischen der Michigan State University und der University of Kentucky am 13. Dezember 2003 verfolgten 79.129 Fans, dafür waren einige Sitze zugunsten von Stehplätzen entfernt worden. Bei einer Wrestlingveranstaltung am 1. April 2007 (WWE WrestleMania 23) wurde mit 80.103 Zuschauern ein neuer Besucherrekord aufgestellt.

## Großveranstaltungen
Neben den Footballspielen der Detroit Lions sowie einigen College-Basketballspielen ist das Ford Field auch das Ziel des Detroit-Marathons, wobei die Läufer genau an der 50-Yard-Linie des Football-Feldes die 42,195 Kilometer lange Strecke bewältigt haben.
Das Ford Field war am 5. Februar 2006 Austragungsort des Super Bowl XL. 2009 wurde das Final-Four-Basketballturnier der NCAA im Ford Field ausgetragen, ein Jahr später das Frozen Four, das Äquivalent im Eishockey.